# Куликов Федір Михайлович
Федір Михайлович Куликов (26 січня 1925, місто Кам'янка, тепер Пензенської області, Російська Федерація — 4 січня 2015, місто Пенза, Російська Федерація) — радянський державний діяч, 1-й секретар Пензенського обласного комітету КПРС. Член ЦК КПРС у 1981—1990 роках. Депутат Верховної Ради РРФСР 10-го скликання. Депутат Верховної Ради СРСР 11-го скликання. Народний депутат СРСР (1989—1991).

## Життєпис
Народився в багатодітній родині залізничника. У 1929 році батька перевели до Пензи, куди він переїхав разом із родиною.
Федір Куликов закінчив у 1940 році семирічну школу в Пензі. З вересня 1940 по лютий 1943 року — студент Пензенського механічного технікуму. Разом з іншими студентами механічного технікуму з 1941 по 1943 рік працював на Пензенському заводі імені Фрунзе.
У 1943—1946 роках — у Радянській армії, учасник німецько-радянської війни. З лютого по червень 1943 року — курсант Ульяновського піхотного училища.
З червня 1943 по лютий 1945 року — автоматник 12-ї гвардійської повітряно-десантної бригади Карельського фронту. З лютого 1945 по лютий 1946 року — помічник старшини 305-го полку внутрішніх військ НКВС в місті Бєлгороді. З лютого по травень 1946 року — командир відділення 334-го полку прикордонних військ МВС в місті Познань, Польща.
З червня 1946 по лютий 1949 року — секретар комітету ВЛКСМ Пензенського ремісничого училища № 6.
У 1949 році закінчив Пензенське ремісниче училище № 6 (Пензенський машинобудівний технікум), технік-механік.
Член ВКП(б) з 1949 року.
З лютого по липень 1949 року — завідувач сектора обліку і статистики Пензенського міського комітету ВЛКСМ.
У 1949—1951 роках — 1-й секретар Заводського районного комітету ВЛКСМ міста Пензи.
У березні — вересні 1951 року — 2-й секретар, у вересні 1951 — жовтні 1952 року — 1-й секретар Пензенського міського комітету ВЛКСМ.
З жовтня 1952 по липень 1954 року — 2-й секретар Пензенського обласного комітету ВЛКСМ. У 1954—1955 роках — 2-й секретар, завідувач відділу комсомольських організацій Пензенського обласного комітету ВЛКСМ.
У 1955—1958 роках — 1-й секретар Пензенського обласного комітету ВЛКСМ.
У 1958—1960 роках — заступник завідувача відділу партійних органів Пензенського обласного комітету КПРС.
1959 року закінчив заочно Пензенський державний педагогічний інститут імені Бєлінського, вчитель історії середньої школи.
У 1960—1962 роках — завідувач особливого сектора Пензенського обласного комітету КПРС.
У 1962—1963 роках — завідувач відділу партійних органів Пензенського обласного комітету КПРС. У 1963—1964 роках — завідувач відділу партійних органів Пензенського сільського обласного комітету КПРС.
У 1964—1973 роках — завідувач відділу організаційно-партійної роботи Пензенського обласного комітету КПРС.
У 1973 — 29 квітня 1979 року — секретар Пензенського обласного комітету КПРС.
29 квітня 1979 — 29 березня 1990 року — 1-й секретар Пензенського обласного комітету КПРС.
З березня 1990 року — персональний пенсіонер союзного значення в Пензі.
З квітня по листопад 1991 року працював в Москві членом комітету Верховної ради СРСР у справах ветеранів і інвалідів.
У 1992—1997 роках — голова Фонду соціальної підтримки населення Пензенської області. З 1997 року — голова громадської організації «Клуб людей старшого покоління «Ровесники» міста Пензи». У 1999—2006 роках — голова громадської ради у справах ветеранів при губернаторові Пензенської області. Був членом Пензенської обласної ради ветеранів (пенсіонерів) війни, праці, збройних сил та правоохоронних органів, членом ради при губернаторові Пензенської області у справах ветеранів.
Помер 4 січня 2015 року в Пензі. Похований на алеї слави Новозахідного цвинтаря мііста Пензи.

## Нагороди і звання
- орден Леніна (25.01.1985)
- орден Вітчизняної війни І ст.
- орден Вітчизняної війни ІІ ст.
- три ордени Трудового Червоного Прапора
- орден «Знак Пошани»
- медалі
- почесне звання «Почесний громадянин Пензенської області» (21.01.2000)
- почесний знак губернатора Пензенської області «Во славу землі Пензенської» (2007)
- пам'ятний знак «За заслуги в розвитку міста Пензи» (2009)